# Jean-Philippe Durand
Jean-Philippe Durand (Lyon, Francia, 11 de noviembre de 1960) es un ex-futbolista francés, se desempeñaba como centrocampista y se retiró en 1997.

## Clubes
| Club                  | País    | Año         | Partidos | Goles |
| Toulouse FC           | Francia | 1981 - 1989 | 195      | 26    |
| Girondins de Burdeos  | Francia | 1989 - 1991 | 62       | 2     |
| Olympique de Marsella | Francia | 1991 - 1997 | 168      | 10    |

- Datos: Q591108